# 苯三羰基铬
苯三羰基铬是一种金属有机化合物，化学式为Cr(C6H6)(CO)3，它是黄色晶体，可溶于常见的非极性有机溶剂。它最初于1957年由Fischer和Öfele报道，他们通过二苯铬的羰基化反应制备。
Cr(CO)6  +  C6H6   →   Cr(C6H6)(CO)3  +  3 CO
它的苯环比苯本身更亲电，可以发生亲核加成反应：
其酸性也更强，锂化后可以进行一系列反应：